# (2708) Burns
(2708) Burns – planetoida z grupy pasa głównego asteroid okrążająca Słońce w ciągu 5 lat i 156 dni w średniej odległości 3,09 j.a. Została odkryta 24 listopada 1981 roku w Lowell Observatory (Anderson Mesa Station) przez Edwarda Bowella. Nazwa planetoidy pochodzi od Josepha Arthura Burnsa, amerykańskiego astronoma. Przed nadaniem nazwy planetoida nosiła oznaczenie tymczasowe (2708) 1981 WT.